# 斯普拉遁 (游戏)
《斯普拉遁》（中国大陆又译作、，台湾又译作）是由任天堂情报开发本部第2组开发的第三人称射击游戏，于2015年5月在全球Wii U平台发行。
游戏中玩家操作名为“鱿鱼族”（Inkling）的生物，可以在人形与魷魚形态之间转换，並噴射墨汁或在墨汁里潜泳。《斯普拉遁》提供有多种游戏模式，包括4对4在线多人比赛、单人英雄模式及1对1本地多人模式。
本作的续作为于任天堂Switch平台发行的《斯普拉遁2》與《斯普拉遁3》。

## 概要

图中浅绿角色為玩家操控的“鱿鱼族”。画面左上角是每局游戏的倒计时；右上角是玩家的特殊武器的蓄力槽，其左侧数字是当前玩家得分；中上方是双方队员的状态。

《斯普拉遁》是一款基于团队作战的第三人称射击游戏。游戏模式包括了最高支持8人（4对4）的网络对战模式、本地分屏的1对1对战模式以及单人游戏模式，游戏基本规则是以墨汁喷涂地面，面积大者队伍为胜。
玩家在游戏操控为名为“鱿鱼族”（インクリング，Inkling）的生物，其可以在人類与魷魚（イカ，Squid）形态之间自由转换。
在「人類」形態下，玩家可以通过使用武器喷射以自己队伍的墨汁来覆盖地图，并以此攻击对手和敌人造成伤害，走進敌方墨汁的区域時行动速度会大幅下降。而在「魷魚」形態下，可以在被己方墨汁覆盖的地板和墙面潜游，並同時補充武器的墨汁量，但無法通過部分柵欄和敵方墨汁。
玩家在游戏中击杀对方玩家后，被击杀的对方玩家会被传送回其队伍的起始点重新开始。而通过点触Wii U控制器的地图，能夠直接跳跃到指定区域。
游戏中平板手柄Wii U控制器会显示地图等游戏信息，玩家可以通过手柄可以查看当前双方的墨汁覆盖区域、队友的位置信息。玩家也可以通过使用Wii U控制器的陀螺仪进行体感辅助瞄准。

## 开发
《斯普拉遁》由任天堂情报开发本部第2组开发。早在2013年中旬，当时作为《動物森友會》系列开发组一员的佐藤慎太郎制作了一个基于用墨汁占领地图的4对4对战游戏，这是《斯普拉遁》最初的原型，其可控制的角色仅是黑白两种可喷墨汁的方块，这个被开发成员戏称为“豆腐”。之后经过整理和修改后，该游戏原型通过了决策层的审议许可，并正式立项开始开发。在确立了本作的基本玩法后，开发团队开始拓展游戏的各个层面并着力于游戏的概念设计，游戏角色也从最早的“豆腐”变成了使用水枪的兔子。在展开了面对任天堂社内员工的试玩宣传后，制作团队获得了很多有意义的反馈，并将角色从兔子更改为更切合“墨汁”主题的魷魚；虽然任天堂曾在GameCube上的《超級瑪利歐陽光》中也有类似的概念，不过在与任天堂社长岩田聪的访谈中团队曾坦白在设计概念时并没有想到该作品。之后在2014年1月，团队开始以魷魚为中心，围绕此概念开始进一步的制作。开发组意识到魷魚可以以人形和乌形态间转换，并以此更大地扩展了游戏的玩法，像在墨汁中潜游和在敌方的墨汁区域里行动会受阻等概念想法都来源于此。
《斯普拉遁》的开发组成员相比于其他任天堂游戏的开发组而言多为年轻人，这也使得游戏的整体风格与任天堂的其他游戏相比显得更加有活力。本作的总监坂口翼和制作人野上恒在接受采访时谈到他们会和开发组的其他组员一起在其他公司的硬件平台上打第一人称射击游戏（例如《使命召唤》系列和《战地》系列）作为日常工作的一部分。任天堂旗下的Monolith Soft也参与游戏的协助开发。
游戏在2014年的任天堂E3游戏展前网络发布会上正式公布，并在展会现场提供了试玩。并在11月的任天堂直面会上公布了游戏的单人英雄模式等细节。

## 音乐
《斯普拉遁》的游戏音乐由藤井志帆和峰岸透担任制作，两人与另一位任天堂的音乐家辻勇旗联合担当编曲。藤井志帆从2007年起参与了任天堂多部游戏的音乐制作，而峰岸透更是自《塞尔达传说 姆吉拉的假面》开始参与了几乎所有《塞尔达传说》系列的音乐制作。

### 原声大碟
《Splatoon ORIGINAL SOUNDTRACK -Splatune-》作为游戏的原声大碟于2015年10月21日由KADOKAWA在日本地区发售。专辑采用了双碟装设计，总共收录了61首曲目：包含了37首游戏原声、10首由游戏内虚拟偶像演唱的单曲以及14首游戏音效；此外该原声大碟内还附带了4张以游戏中的乐队为主题的替换封面。日本歌手百済友希、菊间真理以及竹内浩明等人参与了歌曲的录制。专辑在发售后当周便以4.3万份的销量登上Oricon公信榜“CD唱片排行榜周榜”的亚军位置。

## 评价
《斯普拉遁》一经公布和发行就获得了总体上正面的评价，在GameRankings和Metacritic的汇总得分为82%和81/100。《游戏机实用技术》打出25/30分。舆论普遍赞赏任天堂决定以全新知识产权（IP）品牌进入这一游戏类型，并积极称赞了游戏整体风格与画面、游戏玩法机制以及音乐。然而另一方面，媒体也多批评游戏缺少同类作品中的某些功能（例如音频聊天）、必须使用Amiibo才能解锁部分内容、多人地图过少以及在线配对等问题。

### 销量
《斯普拉遁》上市后销售势头强劲，首周在日本和英国分列销量排行第一和第二位，并成为英国销量最高的Wii U新IP作品。2015年6月23日，《斯普拉遁》在全球销量达到100万套。而根据日本游戏杂志《FAMI通》的统计，《Splatoon》2015年内在日本国内的实体版总销量达到了106万份，是该年度唯一一款销量过百万的家用机游戏；杂志认为受其影响和带动，Wii U在日本的销量突破了300万台。截至2022年3月底，《Splatoon》在全球已卖出495万份。

### 荣誉
| 年份 | 奖项                       | 类别                   | 结果 | 参考          |
| ---- | -------------------------- | ---------------------- | ---- | ------------- |
| 2014 | Destructoid E3最佳         | 最佳任天堂平台独占作品 | 提名 | [ 21 ]        |
| 2014 | Destructoid E3最佳         | 最佳射击游戏           | 提名 | [ 21 ]        |
| 2014 | 游戏评论家大奖 2014 E3最佳 | 最佳在线多人游戏       | 提名 | [ 22 ] [ 23 ] |
| 2014 | 游戏评论家大奖 2014 E3最佳 | 最佳原创游戏           | 提名 | [ 22 ] [ 23 ] |
| 2014 | Gamescom大奖               | 最佳Wii U平台游戏      | 提名 | [ 24 ]        |

| 年份                        | 奖项                          | 类别              | 结果   | 参考          |
| --------------------------- | ----------------------------- | ----------------- | ------ | ------------- |
| 2015                        | 英国电影学院儿童奖            | 最佳游戏          | 獲獎   | [ 25 ]        |
| 2015                        | 第33届金摇杆奖                | 最佳家庭游戏      | 獲獎   | [ 26 ] [ 27 ] |
| 2015                        | 第33届金摇杆奖                | 最佳多人游戏      | 提名   | [ 26 ] [ 27 ] |
| 2015                        | 第33届金摇杆奖                | 最佳任天堂游戏    | 獲獎   | [ 26 ] [ 27 ] |
| 2015                        | 第33届金摇杆奖                | 最佳原创游戏      | 提名   | [ 26 ] [ 27 ] |
| 2015                        | 第33届金摇杆奖                | 最佳视觉设计      | 提名   | [ 26 ] [ 27 ] |
| 2015                        | 游戏大奖2015                  | 最佳家庭游戏      | 提名   | [ 28 ]        |
| 2015                        | 游戏大奖2015                  | 最佳多人游戏      | 獲獎   | [ 28 ]        |
| 2015                        | 游戏大奖2015                  | 最佳射击游戏      | 獲獎   | [ 28 ]        |
| 2015                        | Giant Bomb 2015年年度游戏大奖 | 最佳音乐          | 獲獎   | [ 29 ]        |
| 2015                        | Giant Bomb 2015年年度游戏大奖 | 最佳新作          | 獲獎   | [ 30 ]        |
| 2015                        | Giant Bomb 2015年年度游戏大奖 | 最佳多人          | 提名   | [ 30 ]        |
| 2015                        | Giant Bomb 2015年年度游戏大奖 | 最佳风格          | 提名   | [ 31 ]        |
| 2015                        | Giant Bomb 2015年年度游戏大奖 | 最佳游戏          | 提名   | [ 32 ]        |
| 2016                        |                               |                   |        |               |
| 游戏开发者选择奖            | 最佳音效                      | Honorable Mention | [ 33 ] |               |
| 游戏开发者选择奖            | 最佳游戏设计                  | 提名              | [ 33 ] |               |
| 游戏开发者选择奖            | 最佳技术                      | Honorable Mention | [ 33 ] |               |
| 游戏开发者选择奖            | 最佳视觉艺术                  | 提名              | [ 33 ] |               |
| 游戏开发者选择奖            | 年度游戏                      | Honorable Mention | [ 33 ] |               |
| 游戏开发者选择奖            | 游戏创新聚光灯                | 提名              | [ 33 ] |               |
| GameTrailers 2015年度最佳   | 最佳第三人称射击游戏          | 獲獎              | [ 34 ] |               |
| GameTrailers 2015年度最佳   | 最佳Wii U平台独占             | 提名              | [ 35 ] |               |
| IGN 2015年度最佳            | 最佳多人对抗游戏              | 獲獎              | [ 36 ] |               |
| IGN 2015年度最佳            | 最佳射击游戏                  | 獲獎              | [ 37 ] |               |
| IGN 2015年度最佳            | Wii U年度游戏                 | Runner-up         | [ 38 ] |               |
| Drago d’Oro 2016            | 最佳射击电子游戏              | 獲獎              | [ 39 ] |               |
| 2016西南偏南游戏奖          | 最有前途的新知识产权          | 獲獎              | [ 40 ] |               |
| 2016《Fami通》大奖          | 年度游戏                      | 獲獎              | [ 41 ] |               |
| 2016《Fami通》大奖          | 创新奖                        | 獲獎              | [ 41 ] |               |
| 电脑娱乐开发者大会大奖 2016 | 游戏设计部门奖                | 獲獎              | [ 42 ] |               |
| 电脑娱乐开发者大会大奖 2016 | 视觉艺术部门奖                | 獲獎              | [ 42 ] |               |
| 电脑娱乐开发者大会大奖 2016 | 音效部门奖                    | 獲獎              | [ 42 ] |               |
| 2016日本游戏大奖            | 年度游戏                      | 獲獎              | [ 43 ] |               |

## 衍生作品

### 演唱会
《斯普拉遁》游戏中登场的偶像“麻辣魷物”（シオカラーズ）在游戏之外还有举办过演唱会。首场演唱会在2016年1月30日的由Niconico動畫举办的Niconico超会议上举行。在演唱会上，麻辣魷物两人在舞台上的形象使用了3D立体投影技术呈现。之后在同年4月29日开幕的音乐节“Niconico超音乐祭2016”上举办了第二场演唱会，该次增演了组合两人的个人新单曲；在次日任天堂宣布将发售麻辣魷物的Amiibo玩偶，在游戏中使用两人的Amiibo会分别获得演唱会上的个人新单曲。她们的第三场演唱会更是移师海外，在2016年7月8日于法国巴黎举办的日本文化主题展会“Japan Expo 2016”上，两人的表演曲目与第二场相同，不过过场的表演改用法语。第四场演出是在2016年11月3日举办的“Niconico超派对2016”上。
此外她们的第一场和第二场的演唱会还被制作成了现场专辑由KADOKAWA在2016年7月13日在日本发售，专辑在发售后首周登上Oricon公信榜的CD唱片排行榜的第8位。

## 续作
在2016年10月20日，公開任天堂Switch的首支概念视频中，《斯普拉遁》系列新遊戲的畫面首次亮相。在2017年1月13日的任天堂Switch发布会上，由《斯普拉遁》的制作人野上恒公布了续作《斯普拉遁2》，游戏将作为任天堂Switch的独占游戏并计划于2017年夏季发售。
2022年9月9日，《斯普拉遁3》於全世界同步發售，並首度支援中文。

## 外部連結
- （日語）日本官方網站（页面存档备份，存于）
- （英文）美国官方网站（页面存档备份，存于）
- （日語）日本官方推特（页面存档备份，存于）
- （英文）美国官方tumblr（页面存档备份，存于）